# PubChem
PubChem je databáze chemických sloučenin. Systém spravuje Národní centrum pro biotechnologické informace (National Center for Biotechnology Information, NCBI), součást Národní lékařské knihovny, která spadá pod Národní instituty zdraví (NIH) USA. K databázi PubChem lze přistupovat zdarma přes webové rozhraní. Miliony souborů se strukturami molekul a s popisnými daty lze též zdarma stáhnout z FTP serveru. PubChem obsahuje popisy látek s malými molekulami – s méně než 1000 atomy a 1000 vazbami. Americká chemická společnost se pokusila dosáhnout toho, aby Kongres fungování databáze PubChem omezil, protože údajně konkuruje jejich službě Chemical Abstracts Service (CAS). Do rostoucí databáze PubChem přispívá více než 80 účastníků.

## Historie
PubChem byl spuštěn v roce 2004 jako součást programu Molecular Libraries Program (MLP) při NIH. K listopadu 2015 obsahoval PubChem více než 150 milionů popisů látek, 60 milionů unikátních chemických struktur a 225 milionů výsledků biologických testů (z více než 1 milionu testovacích experimentů provedených na více než 2 milionech malých molekul pokrývajících téměř 10 000 unikátních sekvencí proteinových cílů odpovídajících více než 5 000 genům). Obsahuje také testy RNAi, které cílí na více než 15 000 genů.
K srpnu 2018 obsahoval PubChem 247,3 milionu popisů látek, 96,5 milionu unikátních chemických struktur, ze 629 zdrojů dat z 40 zemí. Dále obsahoval 237 milionů výsledků bioaktivity z 1,25 milionu biologických testů, pokrývajících více než 10 000 sekvencí proteinových cílů.
K roku 2020, po integraci dat z více než 100 nových zdrojů, obsahoval PubChem více než 293 milionů popisů látek, 111 milionů unikátních chemických struktur a 271 milionů údajů o bioaktivitě z 1,2 milionu biologických testů.

## Databáze
PubChem se skládá ze tří primárních databází, které se dynamicky rozšiřují. Data k 4. červnu 2025:
- Compounds – 121 milionů záznamů (zvýšení ze 94 milionů v roce 2017), obsahuje charakterizované chemické sloučeniny.
- Substances – 334 milionů záznamů (zvýšení z 236 milionů v roce 2017 a 163 milionů v září 2014), obsahuje také směsi, extrakty, komplexy a necharakterizované látky.
- BioAssay – výsledky bioaktivity z 1,76 milionu vysokokapacitních testů s několika miliony hodnot (zvýšení z 6 000 v září 2014).